# Massieux
Massieux és un municipi francès situat al departament de l'Ain i a la regió d'Alvèrnia-Roine-Alps. L'any 2007 tenia 2.367 habitants.

## Demografia

### Població
El 2007 la població de fet de Massieux era de 2.367 persones. Hi havia 829 famílies de les quals 112 eren unipersonals (39 homes vivint sols i 73 dones vivint soles), 265 parelles sense fills, 407 parelles amb fills i 45 famílies monoparentals amb fills.
La població ha evolucionat segons el següent gràfic:
Habitants censats

### Habitatges
El 2007 hi havia 876 habitatges, 840 eren l'habitatge principal de la família, 21 eren segones residències i 15 estaven desocupats. 803 eren cases i 68 eren apartaments. Dels 840 habitatges principals, 694 estaven ocupats pels seus propietaris, 136 estaven llogats i ocupats pels llogaters i 9 estaven cedits a títol gratuït; 2 tenien una cambra, 21 en tenien dues, 69 en tenien tres, 218 en tenien quatre i 529 en tenien cinc o més. 746 habitatges disposaven pel capbaix d'una plaça de pàrquing. A 278 habitatges hi havia un automòbil i a 534 n'hi havia dos o més.

### Piràmide de població
La piràmide de població per edats i sexe el 2009 era:
| Homes | Edats   | Dones |
| ----- | ------- | ----- |
| 0     | 95 o +  | 0     |
| 0     | 90 a 94 | 0     |
| 4     | 85 a 89 | 4     |
| 8     | 80 a 84 | 24    |
| 12    | 75 a 79 | 16    |
| 8     | 70 a 74 | 12    |
| 28    | 65 a 69 | 28    |
| 44    | 60 a 64 | 36    |
| 68    | 55 a 59 | 48    |
| 108   | 50 a 54 | 116   |
| 108   | 45 a 49 | 104   |
| 64    | 40 a 44 | 52    |
| 96    | 35 a 39 | 120   |
| 68    | 30 a 34 | 56    |
| 60    | 25 a 29 | 76    |
| 68    | 20 a 24 | 48    |
| 56    | 15 a 19 | 64    |
| 88    | 10 a 14 | 88    |
| 100   | 5 a 9   | 144   |
| 28    | 0 a 4   | 44    |

## Economia
El 2007 la població en edat de treballar era de 1.597 persones, 1.187 eren actives i 410 eren inactives. De les 1.187 persones actives 1.126 estaven ocupades (589 homes i 537 dones) i 61 estaven aturades (32 homes i 29 dones). De les 410 persones inactives 145 estaven jubilades, 152 estaven estudiant i 113 estaven classificades com a «altres inactius».

### Ingressos
El 2009 a Massieux hi havia 854 unitats fiscals que integraven 2.402,5 persones, la mediana anual d'ingressos fiscals per persona era de 23.589 €.

### Activitats econòmiques
Dels 121 establiments que hi havia el 2007, 2 eren d'empreses alimentàries, 1 d'una empresa de fabricació de material elèctric, 7 d'empreses de fabricació d'altres productes industrials, 27 d'empreses de construcció, 29 d'empreses de comerç i reparació d'automòbils, 6 d'empreses de transport, 10 d'empreses d'hostatgeria i restauració, 2 d'empreses d'informació i comunicació, 3 d'empreses financeres, 3 d'empreses immobiliàries, 18 d'empreses de serveis, 6 d'entitats de l'administració pública i 7 d'empreses classificades com a «altres activitats de serveis».
Dels 38 establiments de servei als particulars que hi havia el 2009, 2 eren tallers de reparació d'automòbils i de material agrícola, 4 paletes, 5 guixaires pintors, 6 fusteries, 3 lampisteries, 4 electricistes, 1 empresa de construcció, 3 perruqueries, 7 restaurants, 2 agències immobiliàries i 1 saló de bellesa.
Dels 12 establiments comercials que hi havia el 2009, 2 eren supermercats, 2 grans superfícies de material de bricolatge, 1 una botiga de menys de 120 m², 2 botigues de roba i 5 botigues de mobles.
L'any 2000 a Massieux hi havia 7 explotacions agrícoles.

## Equipaments sanitaris i escolars
L'únic equipament sanitari que hi havia el 2009 era una farmàcia.
El 2009 hi havia 1 escola maternal i 1 escola elemental.

## Poblacions més properes
El següent diagrama mostra les poblacions més properes.